# Margalida Serra Cabanellas
Margalida Serra Cabanellas (Sa Pobla, 31 de juliol de 1973) és una política mallorquina, diputada al parlament de les Illes Balears en la VIII legislatura.
Estudià ciències empresarials a la Universitat de les Illes Balears. Treballa a una empresa familiar i és militant del Partido Popular amb el que és regidora de l'ajuntament de Sa Pobla des de les eleccions municipals espanyoles de 1999. Fou escollida diputada a les eleccions al Parlament de les Illes Balears de 2011. De 2011 a 2015 ha estat secretària de la Comissió de Salut del Parlament Balear.